# Stazione di Bojon
La stazione di Bojon è una fermata ferroviaria di superficie della linea Adria-Mestre, situata in comune di Campolongo Maggiore nella frazione di Bojon.
Si colloca tra le fermate di Campolongo Maggiore e di Casello 8.

## Movimento
Dal 1 settembre 2024, la stazione è servita dai treni regionali svolti da Trenitalia nell'ambito del contratto di servizio stipulato con la Regione del Veneto. In precedenza, fino al 31 agosto 2024, il servizio ferroviario era gestito da Sistemi Territoriali.